# Сливенски манастир
Сливенският манастир „Свети Николай“ (на гръцки: Μονή Αγίου Νικολάου Σλίβενης или Κορομηλιάς) е манастир в Егейска Македония, Гърция. Манастирът е подчинен на Костурската митрополия и е без монаси, метох на Олищкия манастир.

## Местоположение
Манастирът е разположен в Костурската котловина на 9 km западно от град Костур на левия бряг на Рулската река, в западното подножие на планината Саракина. Манастирът е на територията на дем Костур на 1 km от село Сливени, прекръстено през 1928 на Коромилия.

## История
Манастирът е основан в 1716 година от мoнаха Мелетий. На практика е продължение на византийския манастир „Свети Архангели“, намирал се на север в пролома на Сливени, разположен в или близо до крепостта Градища - сравнително голямо, около 20 декара, средновековно укрепено селище.
По времето на съществуването на Охридската архиепископия в манастира е имало духовно училище с пансион. Към началото на 70-те години на ХIХ век владиката Никифор I Костурски унищожава всички славянски ръкописи в Сливенския манастир.
По време на Гръцката въоръжена пропаганда в Македония (1904 - 1908) манастирът, под ръководството на игумена си става убежище на гръцките андарти, воюващи с четите на ВМОРО и затова на 8 март 1905 година е изгорен от български чети, а игуменът Антим и монахът Дамян Х. Тоскос са убити. От изгарянето оцелява само една сребърна мощехранителница с мощи на Свети Николай и други светци, която се пази в Чуриловския манастир. Като отмъщение през май гръцки чети нападат съседното българско село Жупанища.